# Klinoklas
Klinoklas, bergmännisch auch als Strahlerz bekannt, ist ein eher selten vorkommendes Mineral aus der Mineralklasse der „Phosphate, Arsenate und Vanadate“ mit der chemischen Zusammensetzung Cu3[(OH)3|AsO4] und damit chemisch gesehen ein basisches Kupferarsenat.
Klinoklas kristallisiert im monoklinen Kristallsystem, ist durchsichtig bis durchscheinend und entwickelt überwiegend kleine, tafelige oder feinnadelige bis prismatische Kristalle bis etwa einem Zentimeter Länge. Meist findet er sich in Form radialstrahliger, rosettenförmiger oder nieriger Mineral-Aggregate und krustiger Überzüge. Unverletzte Kristallflächen weisen einen glasähnlichen Glanz auf, Spaltflächen schimmern dagegen eher perlmuttartig. Seine Farbe variiert von einem intensiven, durchsichtigen Blau bei kleinen Kristallen über ein dunkles Blaugrün bis fast Schwarz bei größeren Kristallen. Auch seine Strichfarbe ist blaugrün.

## Etymologie und Geschichte

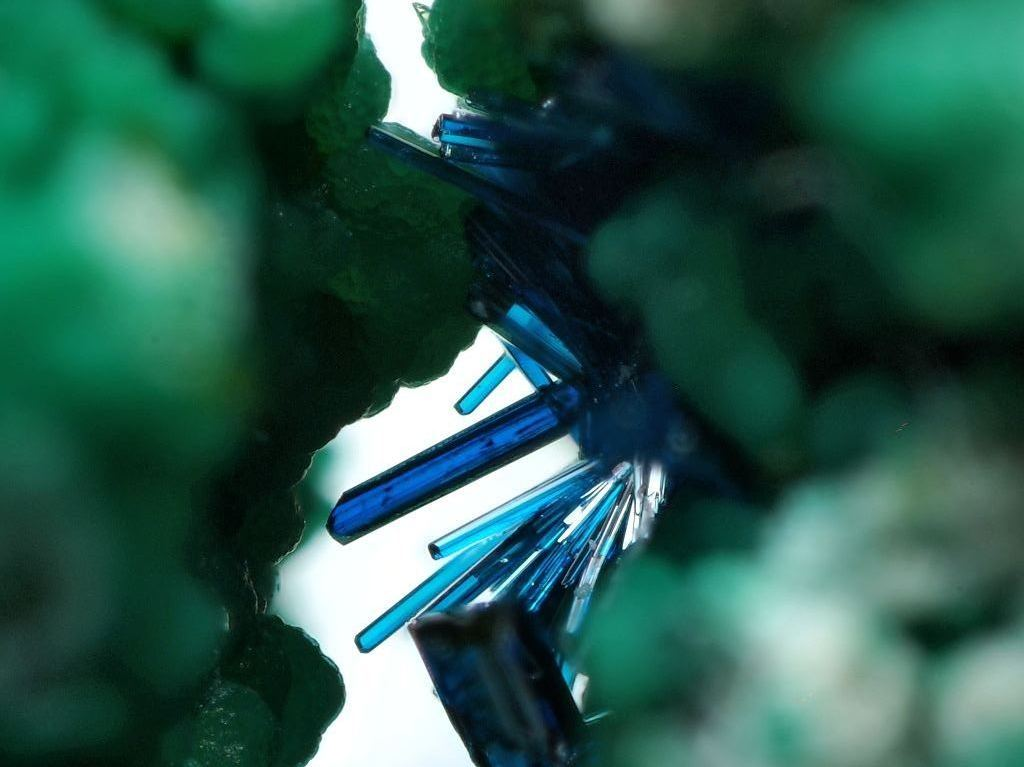
Großaufnahme von durchsichtig blauen, nadeligen Klinoklaskristallen aus Wheal Gorland, Cornwall, England (Bildbreite: 1,8 mm)

Der Name Klinoklas ist ein Kofferwort aus den altgriechischen Worten κλίυειυ klinein, deutsch ‚neigen‘ und κλαυειυ klasein, deutsch ‚brechen‘ und nimmt Bezug auf die vollkommene Spaltbarkeit des Minerals in Richtung der (geneigten) Basisachse des Kristalls.
Bis Anfang des 19. Jahrhunderts waren verschiedene Minerale als Kupferarsenate (veraltet auch Kupferarseniate) bekannt, die aber nicht voneinander abgegrenzt wurden. Jacques Louis de Bournon prägte den Begriff 1801 (englisch Arseniate of copper), der auch als erster den heutigen Klinoklas als eigenständige Mineralart erkannte. Zeitgleich wurde das Mineral von Dietrich Ludwig Gustav Karsten als Strahliges Olivenerz beschrieben, während Friedrich Hausmann nachfolgend 1813 den Begriff Strahlenkupfer verwendete. August Breithaupt prägte 1830 schließlich den Begriff Chalziner Klinoklas-Phyllit und führte dazu die Synonyme Strahlerz (nach Werner), Diatomer Habronem-Malachit (nach Mohs) und Cuivre arseniaté ferrifère (nach Haüy) auf. Die Bezeichnung wurde später auf den bis heute gültigen Namen Klinoklas verkürzt, gelegentlich war auch die Schreibweise Clinoclasit im Gebrauch.
In der französischen Literatur hielt sich dagegen noch längere Zeit die von François Sulpice Beudant geprägte Bezeichnung aphanèse (engl. Aphanesite nach Shepard) nach dem altgriechischen Wort ὰφὰνἤς aphanḗs, deutsch ‚versteckt‘, ‚verborgen‘ oder ‚nicht sichtbar‘ bzw. ‚unsichtbar‘, weil das Mineral in Höhlungen (Drusen) meist von Quarz verdeckt wird.
Ein weiteres und im Deutschen verbreitetes Synonym ist die von Bernhardi zu Ehren von Hermann von Abich gewählte Bezeichnung Abichit. Die Analyse des Abichits aus Cornwall führten Carl Rammelsberg und Augustin Alexis Damour durch. Dessen Kristallformen beschrieb Alfred Des Cloizeaux.
Die von Ernst Friedrich Glocker 1831 gewählte, irreführende Bezeichnung Siderochalcit (nach altgriechisch σίδηρος sideros, deutsch ‚Eisen‘ und χαλκός chalkos, deutsch ‚Kupfer‘) nimmt Bezug auf die von Richard Chenevix (≈ 1774–1830) ungenau ermittelte Zusammensetzung, wobei CuO und FeO nebeneinander vorkommen. Anderen Quellen zufolge hatte Chenevix seine teilweise falsche Beschreibung mit der von Haüys Cuivre arseniaté ferrifère vermischt (heute als Eisenarsenat Skorodit bekannt, im Gegensatz zu dem von ihm als Cuivre arseniaté prismatique triangulaire bezeichneten Abichit).
Als Typlokalität für den Klinoklas gilt das ehemalige Bergwerk „Wheal Gorland“ bei St Day in Cornwall (England). Weitere Erstbeschreibungen aus diesem Bergwerk sind zudem Chenevixit, Cornwallit, Kernowit und Lirokonit.
Das Typmaterial des Minerals wird im Muséum national d’histoire naturelle (Museum, Paris; MHN) unter den Katalog-Nummern H5104 und 52.70 aufbewahrt.
Da der Klinoklas bereits lange vor der Gründung der International Mineralogical Association (IMA) bekannt und als eigenständige Mineralart anerkannt war, wurde dies von ihrer Commission on New Minerals, Nomenclature and Classification (CNMNC) übernommen und bezeichnet den Klinoklas als sogenanntes „grandfathered“ (G) Mineral. Die ebenfalls von der IMA/CNMNC anerkannte Kurzbezeichnung (auch Mineral-Symbol) von Klinoklas lautet „Cno“.

## Klassifikation
Bereits in der veralteten 8. Auflage der Mineralsystematik nach Strunz gehörte der Klinoklas zur Mineralklasse der „Phosphate, Arsenate und Vanadate“ und dort zur Abteilung der „Wasserfreie Phosphate, Arsenate und Vanadate mit fremden Anionen“, wo er zusammen mit Augelith und Cornetit die „Augelith-Cornetit-Klinoklas-Gruppe“ mit der System-Nr. VII/B.09 bildete.
Im zuletzt 2018 überarbeiteten und aktualisierten Lapis-Mineralienverzeichnis nach Stefan Weiß, das sich aus Rücksicht auf private Sammler und institutionelle Sammlungen noch nach dieser alten Form der Systematik von Karl Hugo Strunz richtet, erhielt das Mineral die System- und Mineral-Nr. VII/B.13-020. In der „Lapis-Systematik“ entspricht dies ebenfalls der Abteilung „Wasserfreie Phosphate, mit fremden Anionen F,Cl,O,OH“, wo Klinoklas zusammen mit Arhbarit, Cornetit und Gilmarit die unbenannte Gruppe VII/B.13 bildet.
Auch die von der International Mineralogical Association (IMA) zuletzt 2009 aktualisierte 9. Auflage der Strunz'schen Mineralsystematik ordnet den Klinoklas in die Abteilung der „Phosphate usw. mit zusätzlichen Anionen; ohne H2O“ ein. Diese ist allerdings weiter unterteilt nach der relativen Größe der beteiligten Kationen und dem Stoffmengenverhältnis zwischen den weiteren Anionen und dem Phosphat-, Arsenat- bzw. Vanadatkomplex, so dass das Mineral entsprechend seiner Zusammensetzung in der Unterabteilung „Mit ausschließlich mittelgroßen Kationen; (OH usw.) : RO4 > 2 : 1“ zu finden ist, wo es als einziges Mitglied die unbenannte Gruppe 8.BE.20 bildet.
Die vorwiegend im englischen Sprachraum gebräuchliche Systematik der Minerale nach Dana ordnet den Klinoklas ebenfalls in die Klasse der „Phosphate, Arsenate und Vanadate“ und dort in die Abteilung der „Wasserfreien Phosphate etc., mit Hydroxyl oder Halogen“ ein. Hier ist er als Namensgeber der „Klinoklasgruppe“ mit der System-Nr. 41.03.01 und den weiteren Mitgliedern Gilmarit und Lapeyreit innerhalb der Unterabteilung der „Wasserfreien Phosphate etc., mit Hydroxyl oder Halogen mit (AB)3(XO4)Zq“ zu finden.

## Kristallstruktur
Klinoklas kristallisiert monoklin in der Raumgruppe P21/c (Raumgruppen-Nr. 14) mit den Gitterparametern a = 7,26 Å; b = 6,46 Å; c = 12,38 Å und β = 99,5° sowie 4 Formeleinheiten pro Elementarzelle.

## Modifikationen und Varietäten
Die Verbindung Cu3[(OH)3|AsO4] ist dimorph und kommt in der Natur neben dem monoklin kristallisierenden Klinoklas noch als triklin kristallisierender Gilmarit vor.

## Bildung und Fundorte

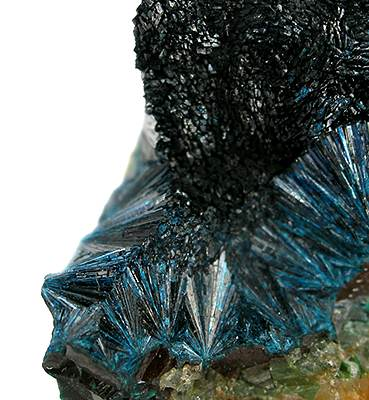
Radialstrahlig-nadeliger Klinoklas aus der Typlokalität St Day, Cornwall

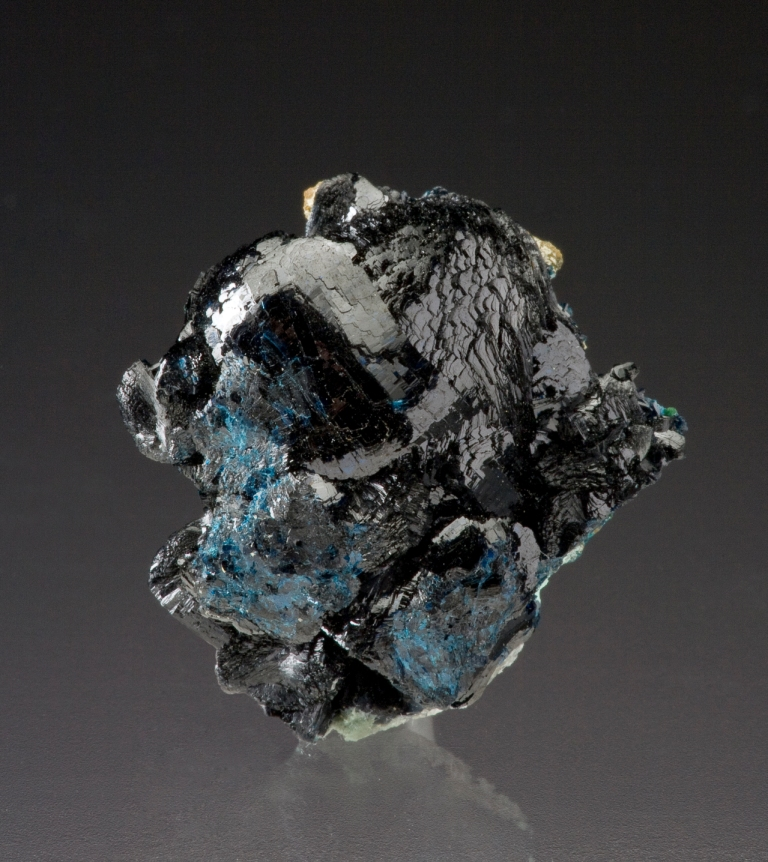
Schuppiges Klinoklas-Aggregat aus der „Majuba Hill Mine“, Antelope, Pershing County, Nevada, USA (Größe: 2,2 × 2,2 × 1,1 cm)

Klinoklas bildet sich als typisches, wenn auch seltenes Sekundärmineral in der Oxidationszone arsenreicher, basischer Kupfererz-Lagerstätten. Begleitminerale sind unter anderem Cornubit, Cornwallit, Konichalcit und Olivenit.
Als eher seltene Mineralbildung kann Klinoklas an verschiedenen Fundorten zum Teil zwar reichlich vorhanden sein, insgesamt ist er aber wenig verbreitet. Weltweit sind bisher rund 140 Fundorte dokumentiert (Stand: 2023). Neben seiner Typlokalität Wheal Gorland fand sich Klinoklas im Vereinigten Königreich noch bei Carharrack, Redruth, St Ives, im Bergbaurevier St Just und bei Tavistock (Devon) in Cornwall sowie am Fitful Head auf Mainland (Shetland) in Schottland.
Bekannt aufgrund außergewöhnlicher Klinoklasfunde sind unter anderem das Bergbaugebiet „Horný Bartolomej“ bei Novoveská Huta (Vorderhütten) im Okres Spišská Nová Ves der Slowakei und die „Majuba Hill Mine“ bei Antelope im Pershing County von Nevada (USA).
In Deutschland fand man Klinoklas unter anderem in den Gruben Silberbrünnle bei Haigerach (Reichenbach) und Clara bei Oberwolfach sowie in mehreren Gruben im Landkreis Freudenstadt in Baden-Württemberg, an einem Fundpunkt (16.1) am Hohenstein bei Reichenbach (Lautertal) in Hessen, auf einer Schlackenhalde im Siebertal nahe Sankt Andreasberg in Niedersachsen, in der Grube Mercur bei Silberg (Kirchhundem) in Nordrhein-Westfalen sowie in den Kupfer-Gruben „Altväter samt Eschig“ bei Sayda und „Sadisdorf“ (auch Kupfergrübner Stolln) im östlichen Erzgebirge von Sachsen.
In Österreich wurde das Mineral bisher nur an der Gratlspitze (auch Gratlspitz), im Bergwerk „Hinterschießlingalm“ am Wilden Kaiser und auf einer alten Halde bei Mockleiten nahe Brixlegg sowie im Gebiet Roggland des Bergbaureviers „Ringenwechsel“ (siehe auch Schwazer Bergbau) in Tirol gefunden.
Weitere Fundorte liegen unter anderem in Argentinien, Australien, Belgien, Bulgarien, Chile, China, der Demokratischen Republik Kongo, Frankreich, Griechenland, Irland, Italien, Japan, Marokko, Mexiko, Namibia, Polen, Portugal, Russland, Simbabwe, der Slowakei, Spanien, Südafrika, Tschechien, Ungarn und in Teilen der Vereinigten Staaten von Amerika (Arizona, Kalifornien, Montana, Nevada, New Jersey, New Mexico, Utah).